# Курасов Владислав Вікторович
Владисла́в Ві́кторович Кура́сов (біл. Уладзіслаў Віктаравіч Курасаў, нар. 13 березня 1995, Берестя) — український співак білоруського походження; автор пісень; фіналіст шоу «Х-Фактор-2. Революція» Ікс-Фактор; переможець шоу «Зірковий ринг» та фіналіст білоруського національного відбору на пісенний конкурс «Євробачення-2017».

## Життєпис

### Дитинство та юність
З раннього дитинства, маючи велику цікавість до музики та творчості, у віці шести років Влада було зараховано до школи мистецтв кубанської Староніжестеблієвської станиці. Із 2006 року проживав у місті Краснодарі, де вступив на навчання до Краснодарського Міжшкільного естетичного центру (МЕЦ) із класу естрадного вокалу та фортепіано, а також у театральне Творче об'єднання «Прем'єра». Обидва заклади закінчив із червоним дипломом.
У дитинстві Влад був лауреатом багатьох конкурсів, серед яких «Синеокая Анапа», «Звездная юность планеты», «Маленькие звездочки», «Звезду зажигает Орленок» та інших.
У 2007 році Влад створив власний музичний гурт на базі студії звукозапису «МУЗ», який активно займався творчою діяльністю та брав участь у різних конкурсах. Та згодом гурт припинив свою діяльність. Того ж року Влад брав участь у телешоу «Минута Славы» на російському Першому каналі з піснею Елвіса Преслі «Blue suede shoes» та в 2008 році у Міжнародному фестивалі «Москва-Ялта-Транзит».

### Участь у телевізійних шоу

#### Ікс-Фактор
У 2011 році Владислав Курасов взяв участь в українському телевізійному проєкті «Х-Фактор-2. Революція». У результаті він потрапив до категорії «Хлопців», наставником якої був Ігор Кондратюк. Влад дійшов до фіналу, де заспівав у дуеті із британською зіркою Крейгом Девідом і посів у шоу третє місце.
Пісні, виконані Владиславом Курасовим на шоу "Х-Фактор-2"
| Етап                            | Пісня |
| ------------------------------- | --- |
| Кастинг 2-го сезону             | My Heart Will Go On (Celine Dion cover)                                                                                  |
| Візит до суддів                 | Without You (Mariah Carey cover)                                                                                         |
| 1-й прямий ефір                 | Hallelujah (Leonard Cohen cover)                                                                                         |
| 2-й прямий ефір                 | All About Us (гр. t.A.T.u. cover)                                                                                        |
| 3-й прямий ефір                 | Свеча горела (Алла Пугачева cover)                                                                                       |
| 4-й прямий ефір                 | Я люблю тільки тебе (Олександр Пономарьов cover)                                                                         |
| 5-й прямий ефір                 | I Will Always Love You (Whitney Houston cover)                                                                           |
| 6-й прямий ефір                 | Memory (musical «Cats» cover)                                                                                            |
| 7-й прямий ефір                 | Снег (Ірина Білик cover)                                                                                                 |
| Номінація — пісня за життя      | You lost Me (Christina Aguilera cover)                                                                                   |
| 8-й прямий ефір                 | Ты на свете есть (Алла Пугачева cover) Let It Be (The Beatles cover)                                                     |
| 9-й прямий ефір                 | Молитва (романс з к.ф «Мусорщик») Дорога в облака (гр. Браво cover)                                                      |
| 10-й прямий ефір (фінал)        | Walking Away (Craig David cover) (дуетом з Craig David) My Heart Will Go On (Celine Dion cover) Чорнобривці              |
| Прощальна пісня                 | It's My Time (Jade Ewen cover)                                                                                           |
| 11-й прямий ефір (гала-концерт) | Hallelujah (Leonard Cohen cover) Я люблю тільки тебе (Олександр Пономарьов cover) Ты на свете есть (Алла Пугачева cover) |

#### Зірковий ринг
По закінченню «Ікс-Фактору» Владислав Курасов залишився жити та працювати в Києві. У квітні 2012 року артист взяв участь у телевізійному вокальному шоу «Зірковий ринг», у якому змагались найкращі вокалісти талант-шоу «Україна має талант» та «Ікс-Фактору» та став переможцем цього проєкту, отримавши грант у розмірі 500 тисяч гривень на запис пісні та зйомку кліпу.
Пісні, виконані Владиславом Курасовим на шоу "Зірковий ринг"
| Етап                                  | Пісня |
| ------------------------------------- | --- |
| Півфінал — батл з Вячеславом Корсаком | Wicked Game (Chris Isaak cover) Вася (гр. Браво cover) I Can (Blue cover) (дуетом з Вячеславом Корсаком) |
| Фінал                                 | Hallelujah (Leonard Cohen cover)                                                                         |

#### Голос Казахстану
У жовтні 2016 року Владислав взяв участь в першому сезоні телевізійного проєкту «Голос Казахстану» (аналог голландського телевізійного вокального конкурсу «The Voice») на телеканалі Перший канал «Євразія». На першому етапі конкурсу в прослуховуваннях «наосліп» виконав пісню Lady Gaga «Paparazzi» і розвернув до себе крісла трьох тренерів проєкту. У складі команди наставника Єви Бехер Владислав пройшов вокальні битви і потрапив до прямих ефірів телешоу. Свою участь в «Голосі Казахстану» Влад прокоментував так: 
|  | Знаєте, насправді, я просто захотів розширити горизонти. Все просто. Я подумав, що участь у ТВ-проєкті - це найкращий майданчик для того, щоб широко заявити про себе новії аудиторії. Якщо говорити не тільки про розум, то це дуже збуджує мене. Я знову хвилююся особливим чином, конкурую з кимось ... Це забавно, це дає мені більше повітря. Надихає, в загальному... |

Пісні, виконані Владиславом Курасовим на шоу "Голос Казахстану"
| Етап                      | Пісня                                                   | Результат                                                          |
| ------------------------- | ------------------------------------------------------- | ------------------------------------------------------------------ |
| Прослуховування «наосліп» | «Paparazzi» (Lady Gaga)                                 | розвернулися три тренера Єва Бехер, Алі Окапов, Жанна Оринбасарова |
| Вокальні битви            | «Just a Fool» (Christina Aguilera) (vs. Маргарита Опря) | врятований тренером                                                |
| Прямі ефіри (тиждень 2)   | «Алматы түні» (Кайрат Нуртас)                           | врятований тренером                                                |
| Прямі ефіри (тиждень 3)   | «My Prerogative» (Bobby Brown)                          | врятований тренером                                                |
| Прямі ефіри (тиждень 4)   | «Вопреки» (Валерий Меладзе)                             | вибув з проєкту                                                    |

### Початок сольної кар'єри
22 червня 2012 року  — прем'єра першої авторської пісні «Прощай, мой город», з якою здобув перемогу в проєкті «Я талант» і, ставши лауреатом, був запрошений виконати її на церемонії нагородження премії «Золотий Грамофон» у Льодовому Палаці в Санкт-Петербурзі. 
У жовтень 2012 року  — представляє другу авторську пісню — «Ноль любви в квадрате». А в грудні того ж року виступає на сцені шоу «Ікс-Фактор» вже як запрошений артист та представляє пісню «Шепот дождей» (автори Д. Данов, Г. Красковський).
У 2012—2013 рр. співпрацює із продюсерським центром українського телеканалу «СТБ». У лютому 2013 р. Влад представляє пісню «Забудешь» (автор В.Курто), і в березні цього ж року  — прем'єра першого відеокліпа Владислава на цю пісню, режисером якого став режисер талант-шоу каналу «СТБ» Максим Літвінов, а у вересні — «Дай мне испить».

### Творчий розвиток
З 2014 року Владислав починає будувати свою творчу кар'єру самостійно.
Квітень 2014 — прем'єра нової авторської пісні «Я болен тобой» і вже в травні цього ж року прем'єра танцювальної композиції «18» (автор O.Малахов).
У травні 2014 року пісня «Дай мне испить» принесла перемогу Владу у категорії THE PEOPLE’S VOICE −2013 на Міжнародному конкурсі авторської пісні у США (International Songwriting Competitions-2013(ISC)) та потрапила у програму AL WALSER’S WEEKLY Top20 — June 20th 2014.
У червні 2014 року Владислав Курасов здобув перемогу у міжнародному конкурсі «Фаворити Успіху» в категорії «Молодий талант» і отримав золоту медаль «Фаворит Успіху-2013» на 11-ій церемонії нагородження переможців цього конкурсу.

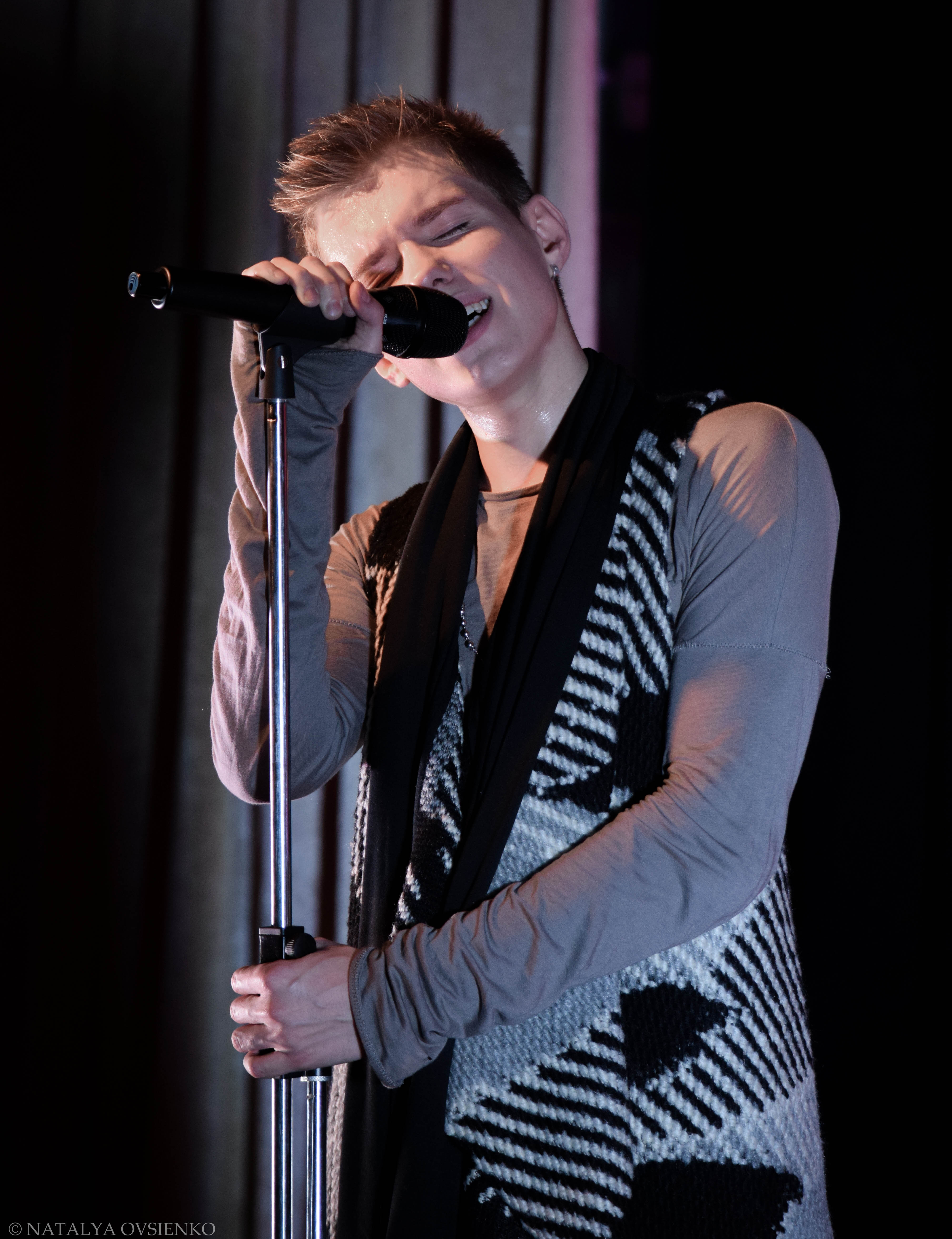
Акустичний концерт м.Київ
19.12.2015 року

У вересні 2014 року Владислав Курасов стає артистом Moon Records.
У вересні цього ж року артист презентує кліп на авторську пісню «Я болен тобой», у зйомках якого Влад сам виступає як співрежисер.
З травня 2015 року співпрацює з Музичним видавництвом УМІГ МЬЮЗІК. Запис пісень здійснює на студії звукозапису TATAMUSIC.
У 2014—2015 роках веде активну концертну діяльність, виступає на благодійних заходах, серед яких «Тепле серце дітям України», «Подаруй посмішку дітям», «Марафон добрих справ», «Згадай про мне», «Творча спадщина».
У листопаді 2014 року Владислав Курасов з відомим піаністом-віртуозом Євгеном Хмарою дав свій перший акустичний концерт, а у листопаді та грудні 2015 року благодійні акустичні концерти з бендом.
З квітня по липень 2015 року Владислав Курасов телеведучий музичної ТВ-рубріки TimeLINE на телеканалі ПравдаТУТ.
Взагалі 2015 рік виявився плодоносним для артиста і він дарує своїм прихильникам аж три треки: «Моя любовь», «По лужам» та «На глубине души».
У січні 2016 року на музичному каналі ELLO TV відбулася прем'єра кліпу на авторську пісню «На глубине души», режисером якого став молодий, але вже відомий кліпмейкер Тарас Голубков з ICONA AGENCY. Це відео активно ротується провідними музичними телеканалами України, Росії та Латвії.

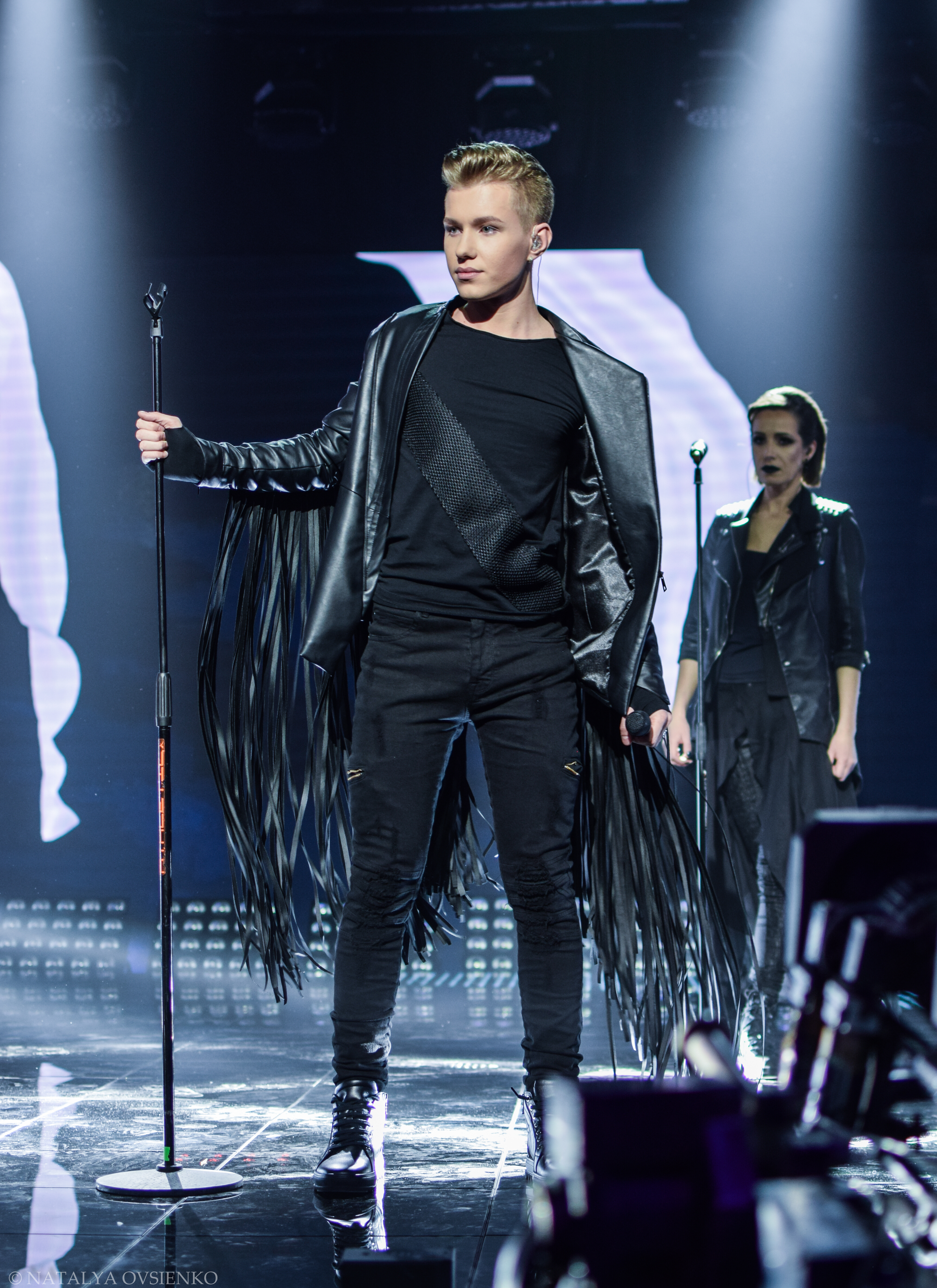
Фінал білоруського національного відбору на пісенний конкурс «Євробачення 2017»

Взимку 2016 року Владислав Курасов з авторською англомовною піснею «I'm Insane» став півфіналістом українського Національного відбору на пісенний конкурс «Євробачення-2016» і 06 лютого презентував цю пісню на сцені Національного відбору. В березні 2016 року пісня «I’m Insane» потрапила у програму AL WALSER’S WEEKLY Top20.
У 2015 році Владислав Курасов був запрошений на епізодичну роль пафосної «зірки» Влада Соколова в серіалі «Центральна лікарня» від українського телеканалу «1+1». Серіал за участю Владислава вийшов в телевізійний ефір влітку 2016 року.
У жовтні 2016 року під час підготовки дебютного студійного альбому молодий музикант презентував пісню «Не смейся судьбе в лицо», яка стала лід-синглом з першої LP-платівки Владислава Курасова. Свій вибір цієї композиції як головної пісні дебютного альбому Влад пояснив тим, що ця пісня змушує задуматися та несе в собі актуальний посил. І вже через два тижні артист представив відеокліп на цю пісню, знятий режисером Тарасом Голубковим та студією Icona Prodaction, прем'єра якого відбулася на каналі StarPro.
25 листопада 2016 року на лейблі «UMPG MUSIC» відбувся офіційний реліз дебютного студійного лонг-плей альбому молодого артиста Владислава Курасова «Отражение». До платівки увійшли 13 композицій, шість з яких були випущені синглами: «Я болен тобой», «Моя любовь», «На глубине души», «По лужам», «I'm Insane», «Не смейся судьбе в лицо». Владислав став автором десяти з тринадцяти композицій. «Отражение» - це концептуальний і досить особистий альбом про досвід, переживання й радощі на шляху дорослішання та становлення самого Влада, як особистості і як артиста.
У листопаді 2016 року стало відомо, що Владислав Курасов з авторською англомовною піснею «Follow the Play» став фіналістом білоруського національного відбору на конкурс пісні «Євробачення-2017» і 20 січня 2017 року представив цю композицію в м. Мінськ у прямому ефірі фіналу національного відбіркового туру на «Євробачення-2017».
У квітні 2017 року в музичних онлайн магазинах та стрімінгових сервісах був випущений як сингл авторський трек «VOODOO» з дебютного альбому «Отражение» і вже 24 квітня цього ж року на музичному каналі ELLO TV вийшов офіційний відеокліп на цю композицію, режисером якого став кліпмейкер Олександр Філатович.
2 листопада 2017 року відбулася прем'єра нового синглу «Прощение». Музику і слова Владислав написав сам, а саунд-продюсером треку виступив колишній учасник групи «Океан Ельзи» Юрій Хусточка.

## Дискографія

### Альбоми
* 2016 — «Отражение»
| #   | Назва                     | Автор слів        | Автор музики      | Тривалість |
| --- | ------------------------- | ----------------- | ----------------- | ---------- |
| 1.  | «Моя любовь»              | Владислав Курасов | Владислав Курасов | 3:58       |
| 2.  | «Не смейся судьбе в лицо» | Еліна Расходова   | Еліна Расходова   | 3:21       |
| 3.  | «Я болен тобой»           | Владислав Курасов | Владислав Курасов | 3:21       |
| 4.  | «На глубине души»         | Владислав Курасов | Владислав Курасов | 4:06       |
| 5.  | «I’m Insane»              | Наталія Ростова   | Владислав Курасов | 2:59       |
| 6.  | «Follow the Play»         | Наталія Ростова   | Владислав Курасов | 3:04       |
| 7.  | «VOODOO»                  | Владислав Курасов | Владислав Курасов | 3:22       |
| 8.  | «Треугольник»             | Владислав Курасов | Владислав Курасов | 3:40       |
| 9.  | «Lightness»               | Наталія Ростова   | Владислав Курасов | 3:16       |
| 10. | «По лужам»                | Еліна Расходова   | Еліна Расходова   | 2:40       |
| 11. | «Дневники»                | Владислав Курасов | Владислав Курасов | 3:27       |
| 12. | «Хмари»                   | Наталія Ростова   | Владислав Курасов | 2:58       |
| 13. | «Разные»                  | Еліна Расходова   | Еліна Расходова   | 4:21       |

### Сингли
| Рік  | Сингл                                         | Автор                                              | Альбом      |
| ---- | --------------------------------------------- | -------------------------------------------------- | ----------- |
| 2012 | «Прощай, мой город»                           | музика і слова Владислава Курасова                 | без альбому |
| 2012 | «Ноль любви в квадрате»                       | музика і слова Владислава Курасова                 | без альбому |
| 2013 | «Забудешь»                                    | музика і слова Володимира Курто                    | без альбому |
| 2013 | «Дай мне испить»                              | музика і слова Владислава Курасова                 | без альбому |
| 2014 | «18»                                          | музика і слова Олексія Малахова                    | без альбому |
| 2014 | «Я болен тобой»                               | музика і слова Владислава Курасова                 | Отражение   |
| 2015 | «Я болен тобой» (Rihter Remix)                | музика і слова Владислава Курасова                 | без альбому |
| 2015 | «Моя любовь»                                  | музика і слова Владислава Курасова                 | Отражение   |
| 2015 | «По лужам»                                    | музика і слова Еліни Расходової                    | Отражение   |
| 2015 | «На глубине души»                             | музика і слова Владислава Курасова                 | Отражение   |
| 2016 | «I’m Insane»                                  | музика Владислава Курасова, слова Наталії Ростової | Отражение   |
| 2016 | «Не смейся судьбе в лицо»                     | музика і слова Еліни Расходової                    | Отражение   |
| 2016 | «Follow the Play»                             | музика Владислава Курасова, слова Наталії Ростової | Отражение   |
| 2016 | «VOODOO»                                      | музика і слова Владислава Курасова                 | Отражение   |
| 2017 | «VOODOO» (Techno Project Remix)               | музика і слова Владислава Курасова                 | без альбому |
| 2017 | «VOODOO» (Techno Project & DJ Geny Tur Remix) | музика і слова Владислава Курасова                 | без альбому |
| 2017 | «Прощение»                                    | музика і слова Владислава Курасова                 | без альбому |
| 2019 | «Им же это нравится»                          | музика і слова Владислава Курасова                 | без альбому |
| 2019 | «Не говори люблю»                             | музика і слова Владислава Курасова                 | без альбому |
| 2019 | «В твоей постели»                             | музика і слова Владислава Курасова                 | без альбому |
| 2020 | «Великаны»                                    | музика і слова Владислава Курасова                 | без альбому |

## Музичні відео
| Рік  | Назва                     | Режисер                             |
| ---- | ------------------------- | ----------------------------------- |
| 2013 | «Забудешь»                | Максим Літвінов                     |
| 2013 | «Дай мне испить»          | Ігор Савенко                        |
| 2014 | «Я болен тобой»           | Владислав Курасов, Марина Хаджинова |
| 2016 | «На глубине души»         | Тарас Голубков                      |
| 2016 | «Не смейся судьбе в лицо» | Тарас Голубков                      |
| 2017 | «VOODOO»                  | Олександр Філатович                 |

## Нагороди, премії та номінації
| Рік  | Премія                                                                                     | Номінація/категорія                                 | Результат | Примітка                           |
| ---- | ------------------------------------------------------------------------------------------ | --------------------------------------------------- | --------- | ---------------------------------- |
| 2012 | Міжнародний конкурс International Songwriting Competitions (ISC) 2012 США                  | категорія Dance Music та Teen                       | півфінал  | Сингл "Ноль любви в квадрате"      |
| 2013 | Міжнародний музичний конкурс Unsigned Only-2013                                            | категорія Teen                                      | півфінал  | «Halellujah» (Leonard Cohen cover) |
| 2013 | Міжнародний конкурс авторської пісні International Songwriting Competitions (ISC) 2013 США | версія People’s Choice Winner                       | перемога  | Сингл "Дай мне испить"             |
| 2014 | Coast 2 Coast Mixtapes США                                                                 |                                                     | перемога  | Кліп на пісню "Дай мне испить"     |
| 2014 | Американський міжнародний конкурс UNSIGNED ONLY MUSIC COMPETITION 2014                     | категорія FANDEMONIUM в номінації Vocal Performance | перемога  | «Hallelujah» (Leonard Cohen cover) |
| 2014 | Національний конкурс "Фаворити Успіху-2013"                                                | номінація Молодий талант                            | перемога  |                                    |
| 2015 | BEAT100 World Music Video Chart міжнародна музична та відео-соціальна сєть BEAT100         |                                                     | перемога  | Кліп на пісню "Я болен тобой"      |
| 2015 | BEAT100 World Music Audio Chart міжнародна музична та відео-соціальна сєть BEAT100         |                                                     | перемога  | Сингл "По лужам"                   |
| 2016 | Міжнародний конкурс International Songwriting Competitions (ISC) 2015 США                  | категорія Performance                               | півфінал  | Сингл "По лужам"                   |
| 2016 | BEAT100 World Music Video Chart міжнародна музична та відео-соціальна сєть BEAT100         |                                                     | перемога  | Кліп на пісню "На глубине души"    |